# 경인선
경인선(京仁線)은 서울특별시 구로구의 구로역과 인천광역시 중구의 인천역을 잇는 대한민국의 철도 노선이다.노선 번호는 301이며 대한민국에서 공식적인 기록상 최초의 철도로, 1897년 3월 22일에 일본의 지원을 받아 기공하여 1899년 9월 18일에 일부 구간이 개통되었다. 1974년 8월 15일부터 전 구간을 수도권 전철 1호선이 운행하고 있다. 통행방향은 모든 구간이 좌측통행이다.
인구 약 290만 명이 상주하는 인천광역시와 약 80만 명의 부천시, 그리고 약 950만 명이 거주하는 서울특별시를 통근형 전동차를 투입하여 운행하며, 경인선 철도 연선 교통량의 절반 이상을 통근전철로 분담하고 있다. 경원선 용산역 ~ 성북역 구간의 사례와 마찬가지로 경부선 용산역 ~ 경인선 주안역 구간을 별개의 운행 계통으로 독립 운용된 노선이기도 하다.

## 역사

### 착공 이전
조선은 늦게나마 철도 건설의 필요성을 깨달았지만, 당시 재정이 빈궁하여 독자적으로 철도를 부설할 만한 능력이 부족하였다. 수도 서울은 수백년 간 한강을 통한 수운으로 물자를 수송하였으나, 개화와 산업발전을 위하여는 서울을 항구와 직접 연결해주는 새로운 대량수송 수단이 필요하였다. 서울에서 가장 가까운 항구인 제물포가 1883년에 개항되면서 서울과 제물포를 잇는 경인선 철도가 구상되었다. 한편 경인선 철도 부설에 관심이 있던 미국 정부는 1883년 6월 23일 독변교섭통상사무 민영목을 통해서 제물포와 한강의 수심 측량을 허가받고, 1887년 2월 9일에는 뉴욕 조선영사 프레이저(E. Frazar)를 통해 김윤식에게 '전등 및 철도 신설계획의 요청' 공문을 보냈다.
이후 1891년 3월 고종은 이완용과 이하영을 시켜 주한미국전권공사인 기업가 제임스 모스(James R. Morse)와 '철도창설조약'을 협상하였고, 모스는 미국공사 알렌(Horace N. Allen)을 통해 지속적으로 경인선 부설권을 획득하려 하였다. 하지만 일본 정부가 철도 부설권을 얻고자 1894년 8월 무단으로 '조일잠정합동조관'을 체결하였고, 이는 조선 정부가 재정적 여유가 없으므로 일본 정부에서 경인선과 경부선 철도를 부설한다는 내용이었다. 그러나 청일 전쟁 직후의 삼국간섭으로 한국에서 철도의 주요 이권을 독점하려는 일본의 영향력은 약화되었고, 1896년 아관파천 50일 만인 3월 29일 철도부설권은 모스에게 넘어갔다. 이는 철도에 대한 최초의 특허권 부여이자, 미국이 조선정부로부터 최초로 이권을 양도받은 사건이기도 하다.

### 착공 이후

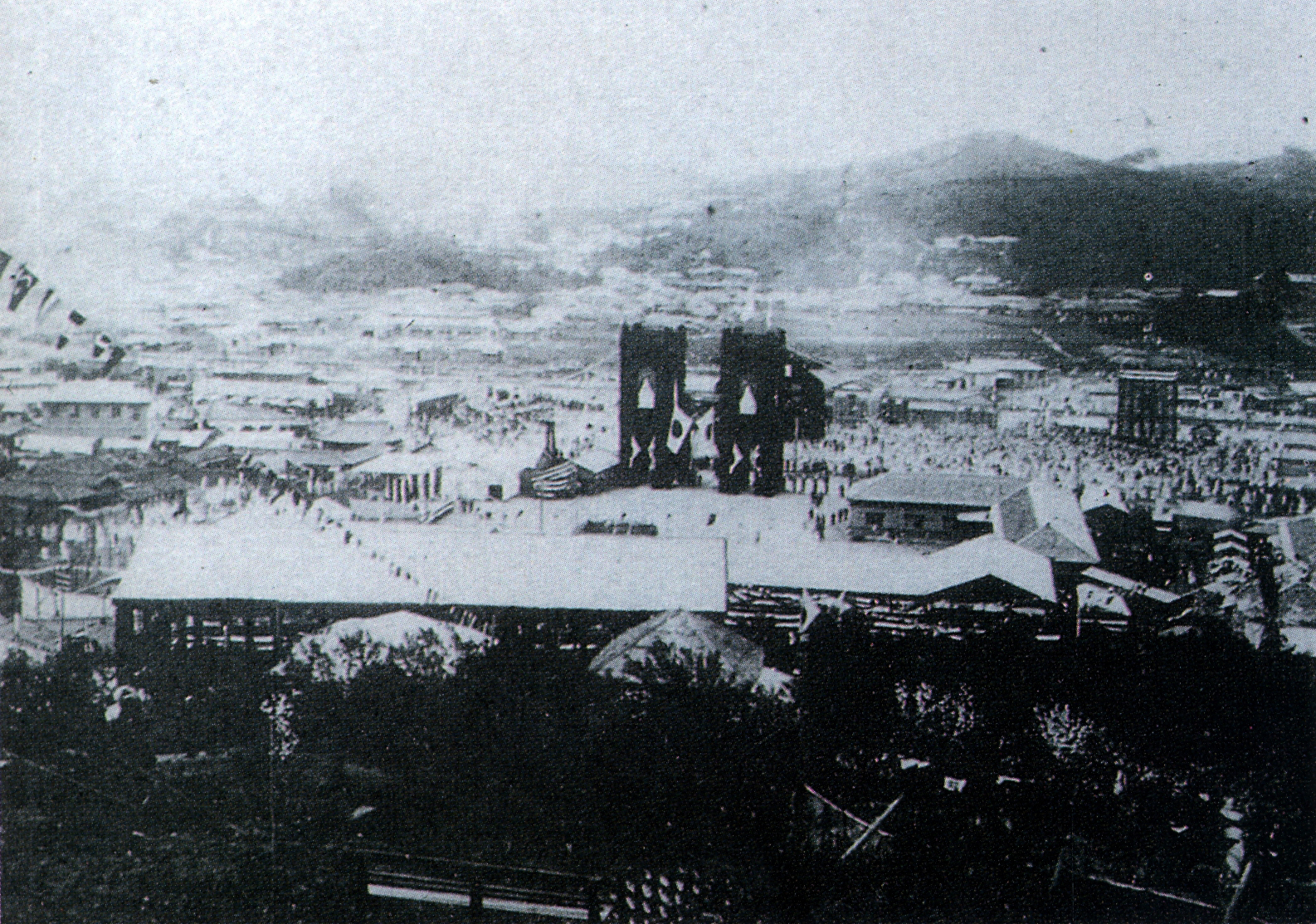
경인선 개통식

인천역 앞에 있는 ‘경인철도 시발지’ 빗돌

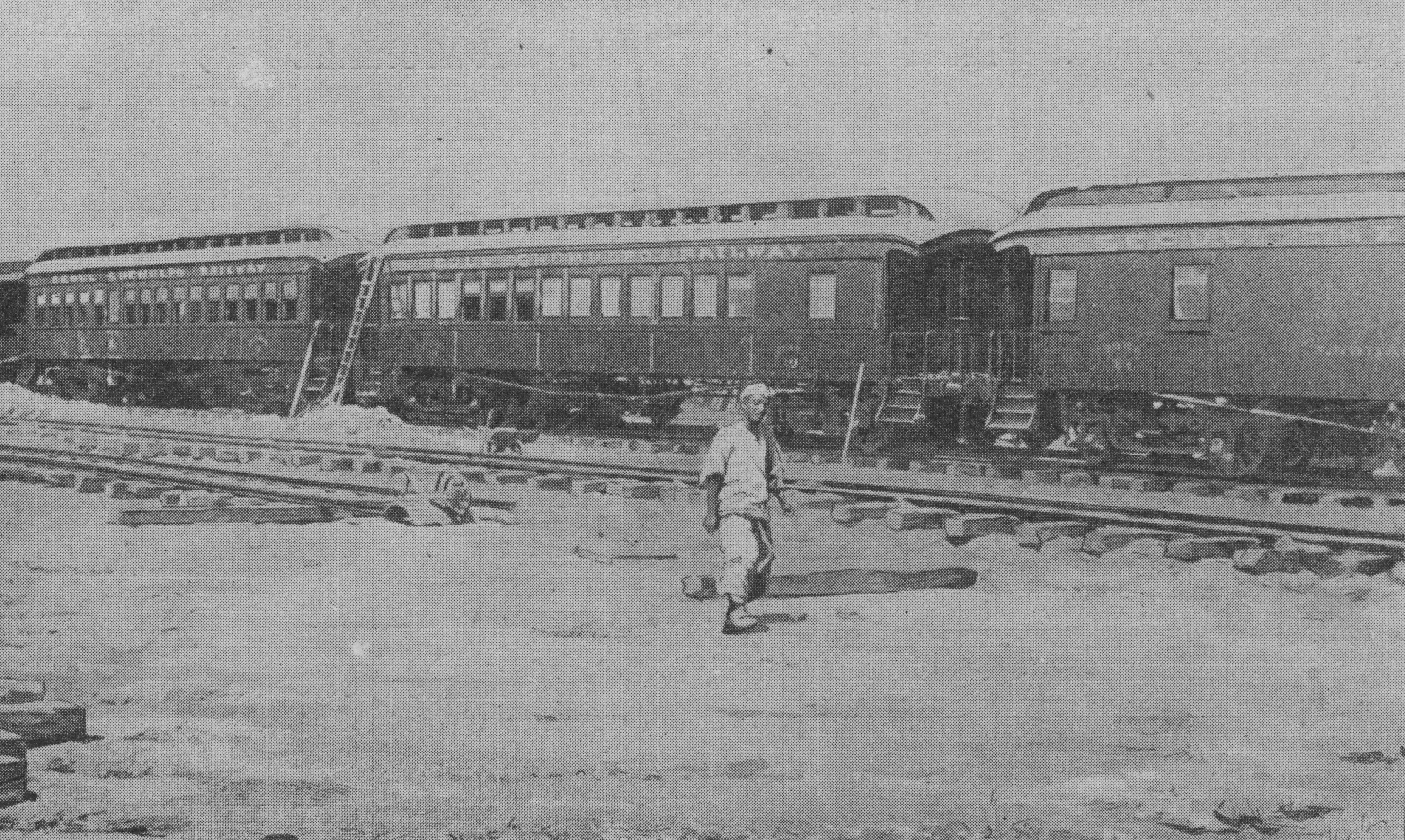
경인선 개통 당시의 객차

한국정부가 모스와 체결한 '경인철도특허조관'에는 특허일로부터 12개월 내에 기공, 그 후 3년 안에 준공하며, 이를 위반할 시 특허의 효력이 상실된다고 규정되어 있었다. 이를 위해 모스는 1897년 3월 22일 오전 9시 경인가도상의 우각현(牛角峴, 지금의 도원역 부근)에서 기공식과 함께 공사를 시작하였다. 일본은 부설권을 재취득하기 위하여 조선이 정치적으로 어지럽다는 거짓 소문을 미국에 흘렸고, 이로 인해 미국 투자가들이 자금을 회수하며 모스는 자금난을 겪게 되었다. 여기에 기술적인 난제까지 겹쳐 공사는 중단되었고, 1898년 5월 10일 공사 중인 경인철도가 170만 2452원 75전 (당시 1백만 달러)에 일본의 '경인철도합자회사'에 양도되기에 이르렀다. 경인철도 부설권 인수에는 시부사와 에이이치가 중심인물로 참여하였다.
1899년 9월 18일 인천역 ~ 노량진역 간 33킬로미터 구간이 개통되었고, 인천역에서 기념 행사가 열렸다. 당시 개통된 역은 인천 - 축현 - 우각동 - 부평 - 소사 - 오류동 - 노량진의 7개 역이었다. 1900년 7월 8일에는 노선이 노량진역에서 경성역까지 연장되었으며, 같은 해 11월 12일 경성역에서 경인철도 완전개통식이 진행되었다. 1906년 2월 10일에는 우각동역이 폐지되었다.
급하게 부설한 선로였기 때문에 곡선반경이 작고 교량 등 구조물이 부실하여, 1907년부터 2년 간 52.5만 엔(당시)을 들여 개량 공사를 진행하였다. 1909년 3월에 이 공사가 완료되면서 경인선의 연장이 1.6 km 감소하였고, 철도용지와 교각 등이 복선 규격으로 마련되었다. 또한 이 공사에 따라 당시 축현역이 이설된 시기는 1908년 12월이라고 전해지고 있다. 1937년에는 경인선 복선화에 착수하였으나, 복선 운전이 시작된 시기는 알려져 있지 않다.
노량진역에서 한강철교 쪽으로 가다 보면 '한국철도 시발지비'가 있는데, 이 비는 1999년에 제작된 한국철도 100주년 기념 스탬프 중 노량진역 스탬프에 새겨져 있다. 도원역 부근에도 경인선 기공을 기념하는 기념비가 세워져 있다.

### 광복 이후
1928년부터 복선화의 계획은 있었으나, 자금난과 태평양 전쟁으로 인해 무산되었다. 그 후 복선화는 대한민국 정부에 의해 다시 추진되었고, 1963년 11월에 착공해서 1965년 9월 18일에 완공되었다. 이로써 경인선은 대한민국의 철도 중 경부선에 이어 두 번째로 복선화가 완료된 노선이자, 대한민국 정부가 최초로 복선화시킨 노선이 되었다.
1974년 8월 15일에 경인선 전 구간이 전철화되어 경원선 성북역과 인천역 간을 통근형 전동차가 운행하기 시작하였으며, 이로 인해 일반 열차의 운행은 중지되었다. 서울 지하철 1호선을 통해 서울의 도심으로 바로 진입하기 때문에 서울 - 인천 간 교통에 큰 기여를 하였다. 1994년에는 구로역 이후에서 빚어지는 경부선 서울 ~ 수원 구간과의 병목현상 해소를 위한 용산 ~ 구로간 2복선화 공사가 완료되었다. 이후 복선만으로는 많은 교통량을 모두 처리할 수 없게 되자 선로용량을 확대할 필요성이 제기되었고, 1990년대에 들어 복복선화 사업이 착수되었다. 구로역 - 부평 구간은 1991년 11월에, 부평 - 인천 구간은 1996년 9월에 각각 착공되었다. 구로 - 부평 구간은 1999년 1월에, 부평 - 주안 구간은 2002년 3월에, 주안 - 동인천 구간은 2005년 12월에 각각 개통되었다.
경인선을 지하화하자는 주장도 있으나, 엄청난 사업비가 소요되고 공사 기간 중 열차 운행을 중단해야 하는 문제 때문에 실현 가능성은 낮다.

## 운영

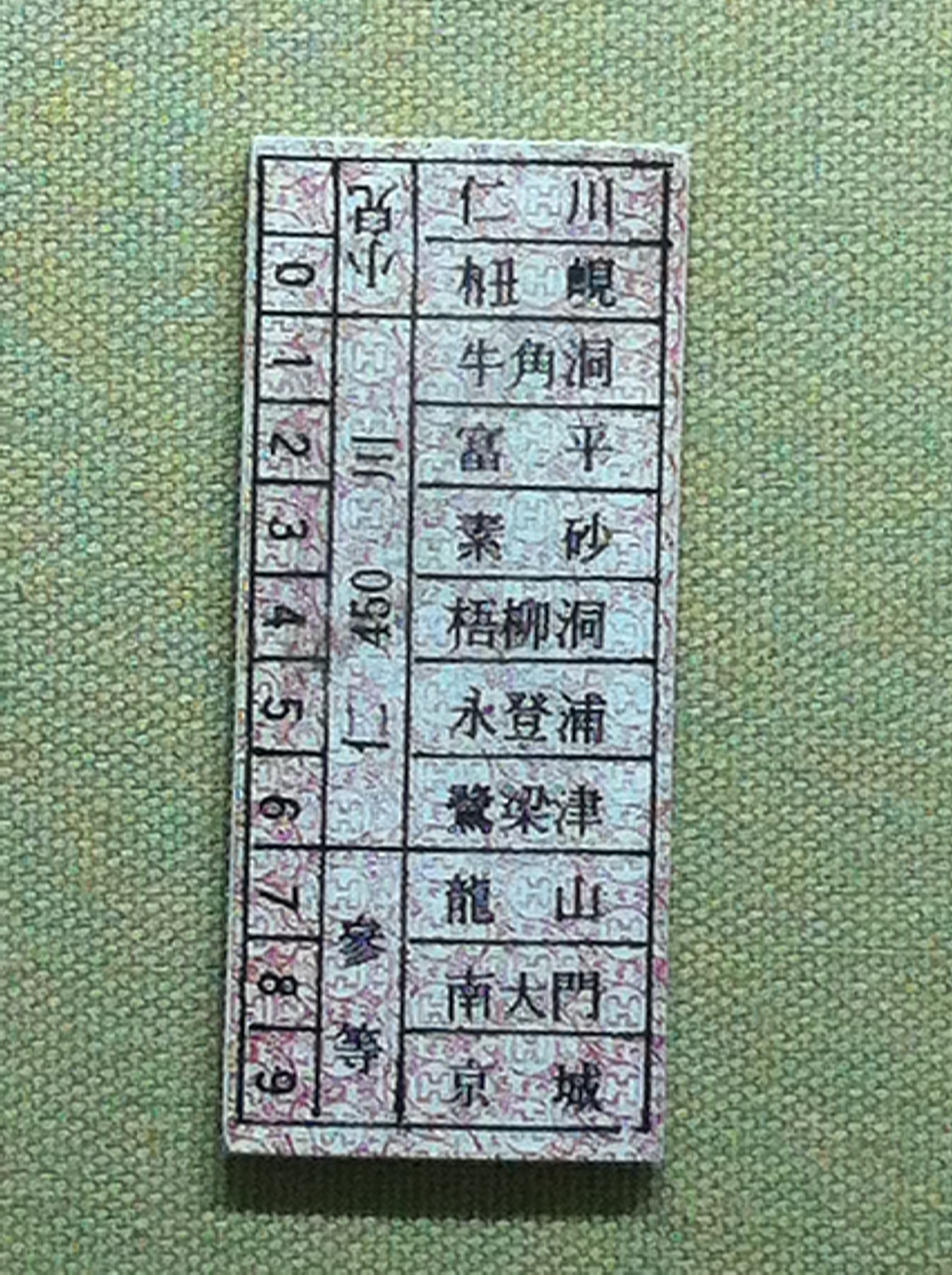
1900년대 사용되었던 경인선 승차권의 복제품

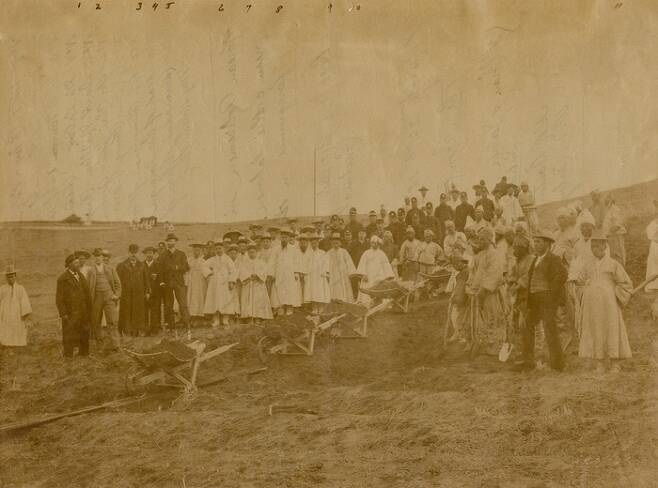
1897년 3월 22일 경인선 기공식 사진

### 1899년부터
1899년 9월 18일 경인선이 개통되었다. 모가형 증기 기관차가 운행되어 1시간 40분이 소요되었다. 개통 직후, 인천역과 노량진역을 오가는 열차 시각표는 다음과 같았다.
| 역명   | 로마자 역명 | 한자 역명 | 마일 | 총 마일 | 열차 시각 | 열차 시각 | 열차 시각 | 열차 시각 | 비고        |
| ------ | ----------- | --------- | ---- | ------- | --------- | --------- | --------- | --------- | ----------- |
| 인천   | Incheon     | 仁川      | 0    | 0       | 7:00      | 10:40     | 13:00     | 16:40     |             |
| 축현   | Chukyeon    | 杻峴      | 2    | 2       | 7:06      | 10:35     | 13:06     | 16:35     | 現 동인천역 |
| 부평   | Pupyeong    | 富平      | 6    | 8       | 7:36      | 10:05     | 13:36     | 16:05     |             |
| 소사   | Sosa        | 素砂      | 3    | 11      | 7:50      | 9:51      | 13:50     | 15:51     | 現 부천역   |
| 노량진 | Noryangjin  | 鷺梁津    | 7    | 18      | 8:40      | 9:00      | 14:40     | 15:00     |             |

또한 개통과 함께 한국 최초의 철도운송약관인 '경인간철도규칙'이, 농상공부령으로 발령되었다. 이는 다음과 같았다.
```
* 
제1조
 철도에 운전하는 화륜거를 타는 자는 어떤 사람이든지 먼저 표값을 내고 
차표
를 사서 차를 타고 차에서 내린 후에는 차표를 차주에게 내어라.

* 
제2조
 어떤 사람이든지 표값을 내지 않고 차를 타거나 자기가 가진 등급보다 고등급 차에 타고 가는 자는 그 차표에 정한 외에 찻값을 리수 원근과 등급의 어떠한 것을 물론하고 한사람에 5전씩 받는다.

* 
제3조
 
돌림병
을 앓은 사람은 승차를 거절한다.

* 
제4조
 미치거나 난잡한 자는 승차를 거절한다.

* 
제5조
 어떤 사람이든지 정거장과 철도소 안에 있는 각종 표지와 기계, 짐, 목침목, 담을 파손하는 자는 회사에게 적당한 배상을 해야한다.

* 
제6조
 차타는 사람의 손에 든 물건은 따로 운임을 받지 아니하며 차안에서 물건이 상하거나 차표를 잃어버리더라도 회사에서는 책임을 지지 않는다.

* 
제7조
 귀중품이나 금, 은, 그릇, 각종 표문건, 
어음
, 지전, 
구슬
, 금덩이, 
모피
, 상등의복, 단필, 
서화
 등 귀한 물건은 운송하는 비용이나 보험료를 내지 않으면 회사에서는 그 손해에 대하여 책임이 없다.

* 
제8조
 소와 말과 산짐승을 수송하는데 보험료를 내지 않으면 그 손해에 대해서 회사는 책임이 없고 만일 보험료를 낸 자라도 배상하는 돈은 말은 한 마리에 10원 안이요. 소는 한 마리에 20원 안이요. 다른 동물은 한 마리에 3원 안으로 정한다.

* 
제9조
 위험한 물건이라는 것은 
화약
, 폭발물, 동물과 
생석회
이며 석유, 초, 
성냥
 등 불이 나면 다른 물건을 해치는 물건은 위험물로 취급한다.

* 
제10조
 잃어버리거나 상한 물건에 대한 손해배상은 회사가 재물을 거둔 후에 혹 관리하는 동안에 회사에서 게을리 하였을 때는 배상하나 재물주인이 소홀히 하였을 때는 회사에서 책임이 없다.

* 
제11조
 물건을 철도에 부칠 때 운임을 내며 특별히 후에 내기로 약조한 정거장에 당도하여 운임을 받고 물건과 교환한다.

* 
제12조
 철도소 안에 두는 물건과 차에 실은 물건의 잃은 것과 상한 것은 물건주인의 책임이요, 철도는 화물을 차에 실은 후 내리기까지만 보호한다.

* 
제13조
 차안에 틈이 없고 차가 부족한 때에는 차객과 화물을 거절한다.

* 
제14조
 회사에서 정하는 근은 영국 근이니 곧 
파운드
라 하고 자는 
영국 척
이니 12
촌
이요, 리는 
영국 리
이니 백 
링크
(
영어판
)
(百輪)를 일 
체인
(一鎖)이라 하고 80체인을 리라 하며 톤은 영국근수로 2천2백40근이요, 용적은 백 입방 영척으로 한다.

* 
제15조
 차객과 화물의 임자는 이상의 조목을 굳게 지키되 만일 이 규칙을 준행치 않는 자는 차타며 화물운송 허가를 얻지 못한다.
```

이후 몇 차례의 시각표 개정이 있다가, 1903년 7월 1일에는 경인선 최초의 급행열차가 신설되었다. 당시 하루에 인천발 7회, 경성발 7회가 운행되었는데, 그 중 인천발 막차인 오후 9시발 열차가 축현역, 소사역, 영등포역, 남대문역, 경성역에만 정차하게 된 것이다.

### 1974년부터
광복 이후 비둘기호가 운행하다가, 1974년 8월 15일 서울역에서 청량리역까지 건설된 서울 지하철 1호선과 연계되어 통근형 전동차가 운행되기 시작하였다. 수도권 전철 1호선 개통 이후 일부 특별 열차를 제외하고는 KTX, ITX-새마을, 무궁화호 등의 일반 열차는 운행하지 않는다. 현재 수도권 전철 체계 안에서 서울 서남부와 부천시, 인천광역시를 서울 중심부와 연결시켜주는 역할을 하고 있다. 2005년 조사 결과 하루에 약 38만 명이 탑승하며 37만 명이 하차한다. 승하차 인원중 약 30만 명이 부천시 소재 역에, 약 33만 명이 인천시 소재 역에 집중되어 있다.

### 1999년부터
서울-인천 간 교통량이 급증하자, 복선만으로는 수요를 모두 감당하지 못하게 되었다. 이에 1999년에 구로-부평 구간이, 2002년에 부평-주안 구간이, 2005년에 주안-동인천 구간이 복복선화되었다. 2002년 OD 조사에서 인천광역시 · 부천시 · 서울특별시 사이의 철도통행량은 511451로 조사되었는데, 이는 복복선화 작업을 하지 않았을 경우 처리가 불가능한 수준이다.
복복선 개통으로 가운데 내선에는 급행열차를 운행시키고 있는데, 이 급행열차는 동인천역과 용산역에서 발착하며, 경인선에서는 제물포 · 주안 · 동암 · 부평 · 송내 · 부천 · 역곡 · 개봉역에 정차하고, 경부선과 합류하는 구로역부터 용산역까지는 모든 역에서 정차한다.
현재 용산역 3번 승강장과 동인천역 2번 승강장에서 출발한다. 열차 외부 행선안내기에는 동인천 급행, 용산 급행, 동인천 특급, 용산 특급으로 표시된다. 원래는 동인천역 대신에 주안역까지였으나, 동인천역까지 급행을 연장해 현재는 용산~동인천 구간을 왕복하고 있다. 정차역은 다음과 같다.
한편, 2006년부터는 경원선 직통 급행전철이 운행되고 있다. 이 급행은 경원선 동두천역을 출발하여 광운대역까지 급행 운행을 하고, 광운대역부터 인천역까지는 모든 역에 정차하는 완행으로 운행한다. 상시 운행하는 용산 - 동인천 급행과 별개로 출근 시간대에만 제한적으로 운행된다. 2008년까지는 가능역까지만 일부 역을 무정차 통과하고 가능역(구 의정부북부역)에서 인천역까지 전역정차했으나, 2008년부터 성북역까지 일부 역을 무정차 통과하게 되어 성북역(현 광운대역)에서 인천역까지 각역정차한다. 당시 소요산역에서 출발하는 급행이 있었으나 1일 1회 인천행 편도만 존재했다.

### 운용 차량
- 한국철도공사 311000 · 312000호대 전동차
- 서울교통공사 1000호대 VVVF 전동차[내용주 8]
- 서울교통공사 1000호대 저항제어 전동차[내용주 8]

## 경인선 배선도
구로역에서 인천역에 이르는 경인선의 배선도는 다음과 같다. 경인선은 복복선으로 구성되며 안쪽의 선로는 급행과 특급 열차가, 바깥쪽의 선로는 완행 열차가 사용한다.

## 역 목록
- 부기역명(사용료를 받고 한시적인 기간 동안 걸어두는 역명)의 영문과 한자는 표기하지 않았다.
- 굵은 글씨는 수도권 전철 1호선 운행 이전부터 존재했던 역이다.

| 역 번호              | 역명                             | 로마자 역명                                                        | 한자 역명                       | 특급   | 급행   | 접속 노선                                        | 역간 거리 | 영업 거리 | 소재지     | 소재지   |
| -------------------- | -------------------------------- | ------------------------------------------------------------------ | ------------------------------- | ------ | ------ | ------------------------------------------------ | --------- | --------- | ---------- | -------- |
| ↑ 경부선 신도림 방면 |                                  |                                                                    |                                 |        |        |                                                  |           |           |            |          |
| 141                  | 구로                             | Guro                                                               | 九老                            | ●      | ●      | ● 수도권 전철 1호선 (광명·서동탄·천안·신창 방면) | 0.0       | 0.0       | 서울특별시 | 구로구   |
| 142                  | 구일 (동양미래대학)              | Guil (Dongyang Mirae Univ.)                                        | 九一(東洋未來大學)              | ｜     | ｜     |                                                  | 1.4       | 1.4       | 서울특별시 | 구로구   |
| 143                  | 개봉                             | Gaebong                                                            | 開峯                            | ｜     | ●      |                                                  | 1.0       | 2.4       | 서울특별시 | 구로구   |
| 144                  | 오류동                           | Oryu-dong                                                          | 梧柳洞                          | ｜     | ｜     |                                                  | 1.3       | 3.7       | 서울특별시 | 구로구   |
| 145                  | 온수 (성공회대입구)              | Onsu (Sungkonghoe Univ.)                                           | 溫水(聖公會大入口)              | ｜     | ｜     | ● 서울 지하철 7호선                              | 1.9       | 5.6       | 서울특별시 | 구로구   |
| 146                  | 역곡 (가톨릭대)                  | Yeokgok (The Catholic Univ. of Korea)                              | 驛谷(가톨릭大)                  | ●      | ●      |                                                  | 1.3       | 6.9       | 경기도     | 부천시   |
| 147                  | 소사 (서울신대)                  | Sosa (Seoul Theological Univ.)                                     | 素砂(서울神大)                  | ｜     | ｜     | 서해선 (● 수도권 전철 서해선)                    | 1.5       | 8.4       | 경기도     | 부천시   |
| 148                  | 부천 (부천대)                    | Bucheon (Bucheon Univ.)                                            | 富川(富川大)                    | ●      | ●      |                                                  | 1.1       | 9.5       | 경기도     | 부천시   |
| 149                  | 중동                             | Jung-dong                                                          | 中洞                            | ｜     | ｜     |                                                  | 1.7       | 11.2      | 경기도     | 부천시   |
| 150                  | 송내                             | Songnae                                                            | 松內                            | ●      | ●      |                                                  | 1.0       | 12.2      | 경기도     | 부천시   |
| 151                  | 부개                             | Bugae                                                              | 富開                            | ｜     | ｜     |                                                  | 1.2       | 13.4      | 인천광역시 | 부평구   |
| 152                  | 부평 (가톨릭대 인천성모병원)     | Bupyeong (The Catholic Univ. of Korea Incheon St. Mary's Hospital) | 富平(가톨릭大 仁川聖母病院)     | ●      | ●      | ● 인천 도시철도 1호선                            | 1.5       | 14.9      | 인천광역시 | 부평구   |
| 153                  | 백운                             | Baegun                                                             | 白雲                            | ｜     | ｜     |                                                  | 1.7       | 16.6      | 인천광역시 | 부평구   |
| 154                  | 동암                             | Dongam                                                             | 銅岩                            | ｜     | ●      |                                                  | 1.5       | 18.1      | 인천광역시 | 부평구   |
| 155                  | 간석                             | Ganseok                                                            | 間石                            | ｜     | ｜     |                                                  | 1.2       | 19.3      | 인천광역시 | 남동구   |
| 156                  | 주안                             | Juan                                                               | 朱安                            | ●      | ●      | ● 인천 도시철도 2호선                            | 1.2       | 20.5      | 인천광역시 | 미추홀구 |
| 157                  | 도화                             | Dohwa                                                              | 道禾                            | ｜     | ｜     |                                                  | 1.0       | 21.5      | 인천광역시 | 미추홀구 |
| 158                  | 제물포 (인천대학교 제물포캠퍼스) | Jemulpo (Incheon National Univ. Jemulpo Campus)                    | 濟物浦(仁川大學校 濟物浦캠퍼스) | ｜     | ●      |                                                  | 1.0       | 22.5      | 인천광역시 | 미추홀구 |
| 159                  | 도원                             | Dowon                                                              | 桃源                            | ｜     | ｜     |                                                  | 1.4       | 23.9      | 인천광역시 | 동구     |
| 160                  | 동인천                           | Dongincheon                                                        | 東仁川                          | ●      | ●      |                                                  | 1.2       | 25.1      | 인천광역시 | 중구     |
| 161                  | 인천                             | Incheon                                                            | 仁川                            | 미운행 | 미운행 | 수인선 (● 수도권 전철 수인·분당선)               | 1.9       | 27.0      | 인천광역시 | 중구     |

## 사고
- 1952년 한국 전쟁 중에 오류동역과 영등포역 사이에서 기관차 폭발 및 탈선 사고가 일어나 14명이 사망하고 2백여 명이 중경상을 입었다. 당시 운행하던 기관차는 소리형 증기 기관차 39호였다.[24]

## 경인선의 교통량

### 열차 통과량
2023년도 철도통계연보에 따르면, 경인선에 운행하는 정기열차 운행 빈도는 다음과 같다.(단위: 회/일, 작성기준: 편도, 주중)
| 운행구간            | 선로용량 | 일반여객 | 전동차 | 일반화물 | 운행총계 |
| ------------------- | -------- | -------- | ------ | -------- | -------- |
| 구로 - 동인천(내선) | 320      | 0        | 98     | 0        | 98       |
| 구로 - 인천(외선)   | 263      | 0        | 105    | 0        | 105      |

### 이용객 변동
다음 자료는 2000년부터 2015년까지 한국철도공사 한국철도통계 내용을 모은 것이다.
| 구분       | 이용 인원수 (명) | 이용 인원수 (명) | 이용 인원수 (명) | 이용 인원수 (명) | 이용 인원수 (명)             | 이용 인원수 (명)             | 이용 인원수 (명)             | 이용 인원수 (명)             | 이용 인원수 (명)             | 이용 인원수 (명)             | 이용 인원수 (명)             | 이용 인원수 (명)             | 이용 인원수 (명)             | 이용 인원수 (명)             | 이용 인원수 (명)             | 이용 인원수 (명)             | 각주   |
| 구분       | 2000년           | 2001년           | 2002년           | 2003년           | 2004년                       | 2005년                       | 2006년                       | 2007년                       | 2008년                       | 2009년                       | 2010년                       | 2011년                       | 2012년                       | 2013년                       | 2014년                       | 2015년                       | 각주   |
| ---------- | ---------------- | ---------------- | ---------------- | ---------------- | ---------------------------- | ---------------------------- | ---------------------------- | ---------------------------- | ---------------------------- | ---------------------------- | ---------------------------- | ---------------------------- | ---------------------------- | ---------------------------- | ---------------------------- | ---------------------------- | ------ |
| 비둘기     | 0                | 0                | 0                | 0                | 0                            | 0                            | 0                            | 0                            | 0                            | 0                            | 0                            | 0                            | 0                            | 0                            | 0                            | 0                            | [ 25 ] |
| 통일(통근) | 778              | 915              | 0                | 0                | 0                            | 0                            | 0                            | 0                            | 0                            | 0                            | 0                            | 0                            | 0                            | 0                            | 0                            | 0                            | [ 25 ] |
| 무궁화     | 13,230           | 10,428           | 475              | 883              | 842                          | 0                            | 927                          | 3,230                        | 5,125                        | 7,088                        | 14,969                       | 11,028                       | 11,634                       | 12,114                       | 9,722                        | 4,700                        | [ 25 ] |
| 새마을     | 0                | 0                | 0                | 0                | 0                            | 0                            | 0                            | 970                          | 1,185                        | 742                          | 1,212                        | 0                            | 0                            | 0                            | 136                          | 11,844                       | [ 25 ] |
| 건설       | 4,968            | 2,880            | 1,224            | 2,288            | 각 종별 열차 이용객에 포함됨 | 각 종별 열차 이용객에 포함됨 | 각 종별 열차 이용객에 포함됨 | 각 종별 열차 이용객에 포함됨 | 각 종별 열차 이용객에 포함됨 | 각 종별 열차 이용객에 포함됨 | 각 종별 열차 이용객에 포함됨 | 각 종별 열차 이용객에 포함됨 | 각 종별 열차 이용객에 포함됨 | 각 종별 열차 이용객에 포함됨 | 각 종별 열차 이용객에 포함됨 | 각 종별 열차 이용객에 포함됨 | [ 25 ] |
| 정기권     | 0                | 0                | 0                | 0                | 각 종별 열차 이용객에 포함됨 | 각 종별 열차 이용객에 포함됨 | 각 종별 열차 이용객에 포함됨 | 각 종별 열차 이용객에 포함됨 | 각 종별 열차 이용객에 포함됨 | 각 종별 열차 이용객에 포함됨 | 각 종별 열차 이용객에 포함됨 | 각 종별 열차 이용객에 포함됨 | 각 종별 열차 이용객에 포함됨 | 각 종별 열차 이용객에 포함됨 | 각 종별 열차 이용객에 포함됨 | 각 종별 열차 이용객에 포함됨 | [ 25 ] |
| 합계       | 18,976           | 14,223           | 1,699            | 3,171            | 842                          | 0                            | 927                          | 4,200                        | 6,310                        | 7,830                        | 16,181                       | 11,028                       | 11,634                       | 12,114                       | 9,858                        | 16,544                       | [ 25 ] |

## 갤러리

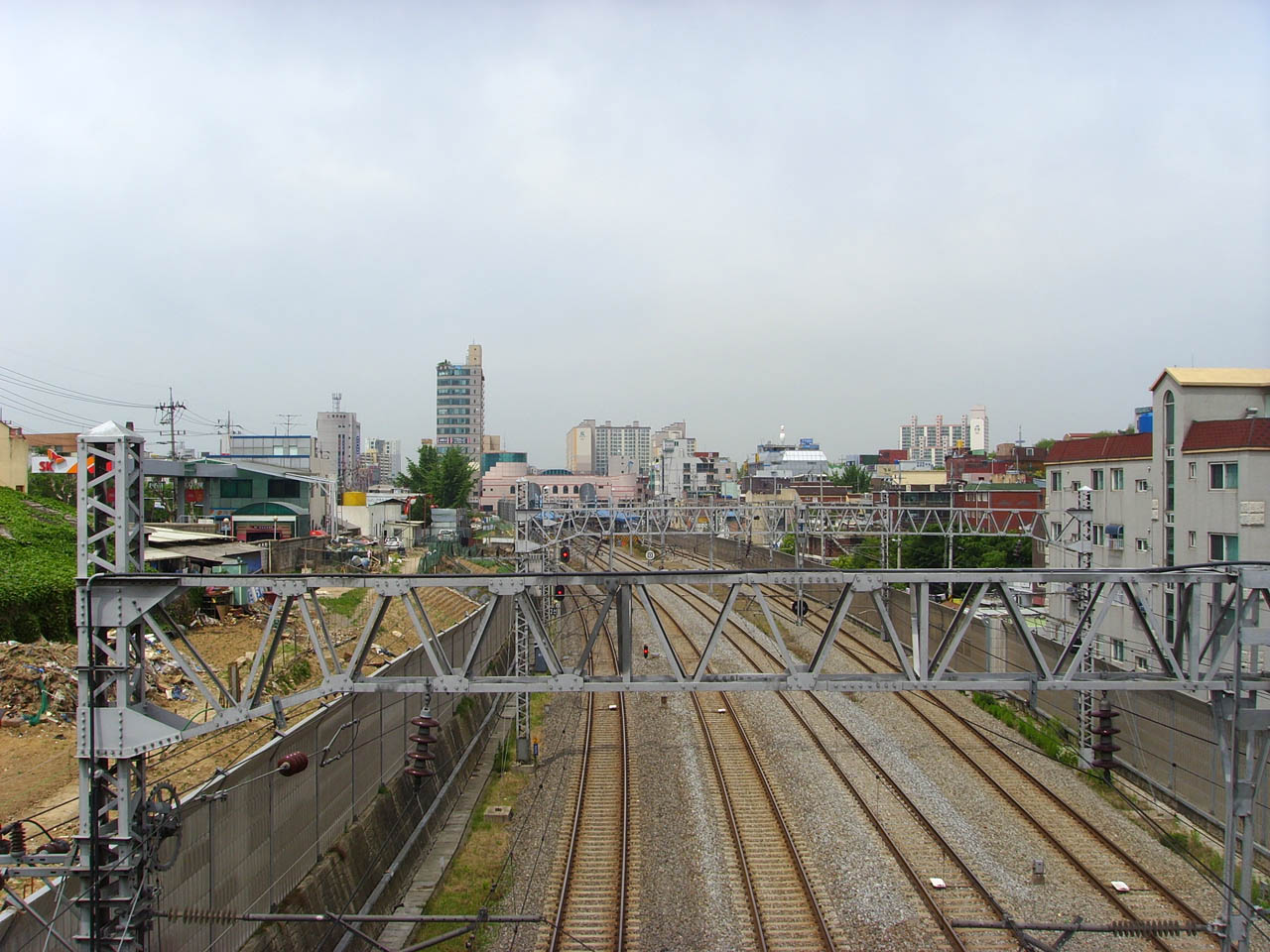
복복선으로 이루어지는 경인선 선로의 모습. 바깥쪽 선로는 일반 열차가, 가운데 선로는 급행(동인천급행) 및 특급 열차가 이용한다.